# Ślubów (gromada)
Ślubów – dawna gromada, czyli najmniejsza jednostka podziału terytorialnego Polskiej Rzeczypospolitej Ludowej w latach 1954–1972.
Gromady, z gromadzkimi radami narodowymi (GRN) jako organami władzy najniższego stopnia na wsi, funkcjonowały od reformy reorganizującej administrację wiejską przeprowadzonej jesienią 1954 do momentu ich zniesienia z dniem 1 stycznia 1973, tym samym wypierając organizację gminną w latach 1954–1972.
Gromadę Ślubów z siedzibą GRN w Ślubowie utworzono – jako jedną z 8759 gromad na obszarze Polski – w powiecie górowskim w woj. wrocławskim, na mocy uchwały nr 13/54 WRN we Wrocławiu z dnia 2 października 1954. W skład jednostki weszły obszary dotychczasowych gromad Ślubów, Bełcz Górny, Szedziec, Wierzowice Małe, Wierzowice Wielkie i Lechitów ze zniesionej gminy Rudna Wielka oraz Grabowno i Zawiścice ze zniesionej gminy Stara Góra w tymże powiecie. Dla gromady ustalono 16 członków gromadzkiej rady narodowej.
1 lipca 1968 gromadę zniesiono, a jej obszar włączono do gromad: Góra (wsie Grabowno, Szedziec, Ślubów i Zawiścice) i Wąsosz (wsie Bełcz Górny, Lechitów, Wierzowice Małe i Wierzowice Wielkie) w tymże powiecie.